# Furuicsi Maszako
Furuicsi Maszako (japánul: 古市雅子) (1996. október 20. –) japán szabadfogású női birkózó. A 2019-es birkózó-világbajnokságon bronzérmet nyert a 72 kg-os súlycsoportban, szabadfogásban. A 2017-es Ázsia Bajnokságon ezüstérmet nyert 75 kg-ban, a 2018-as Ázsia Bajnokságon 72 kg-ban bronzérmes lett.

## Sportpályafutása
A 2019-es birkózó-világbajnokságon a bronzmérkőzésen a kazah Zhamila Bakbergenova volt az ellenfele. A mérkőzést a japán nyerte 2–0-ra.